# Aerial Target
«Воздушная мишень» (англ. Aerial Target, также Ruston Proctor AT) — первый в мире зенитный управляемый снаряд, разработанный британским радиоинженером Арчибальдом Лоу во время Первой Мировой Войны. Предназначался для поражения германских цеппелинов и тяжёлых бомбардировщиков. Опытные образцы этого оружия были созданы и испытаны в 1917 году, но из-за сложностей с обеспечением стабильного полёта военные вскоре утратили интерес к проекту и в конце того же года программа была закрыта.

## История
В Первую мировую войну, сражающиеся стороны впервые столкнулись с угрозой стратегических воздушных бомбардировок. С 1915 года, германские цеппелины впервые в истории человечества распространили воздушную войну на тылы Франции, России и Великобритании. Противовоздушная оборона тогда только начинала создаваться и воздействие бомбардировок на население было ошеломляющим. Падающие на города бомбы оказывали угнетающее воздействие на население, воздушные тревоги вынуждали прерывать работу заводов и фабрик. Десятки тысяч человек, сотни орудий и аэропланов отвлекались от действий на фронте в попытках организовать хоть какое-то противодействие воздушному нападению.
Главной проблемой было то, что цеппелины в основном проводили свои налёты на Великобританию ночью. Возможности истребителей того времени не позволяли эффективно и безопасно использовать их в тёмное время суток, кроме того, самолёты Первой мировой долгое время уступали дирижаблям в скороподъёмности и высоте полёта.
В 1915 году, кэптен Арчибальд Монтгомери Лоу из королевского авиационного корпуса, уже известный своими предвоенными работами с радиоуправлением, предложил идею использовать для уничтожения цеппелинов беспилотный летательный аппарат, снаряжённый взрывчаткой. Такая «летающая бомба» должна была управляясь по радио оператором с земли, направляться к обнаруженному зенитными прожекторами воздушному кораблю и подрываться рядом с ним, пробивая шрапнелью оболочку и поджигая вытекающий водород. Сама по себе идея использования радиоуправляемых снарядов для борьбы с воздушными целями была не нова и ещё до Первой мировой войны использовалась в фантастической литературе.
Британское правительство заинтересовалось проектом и предложило Генри Фолланду заняться его реализацией. Лоу был назначен главой экспериментального отдела королевского авиационного корпуса и с группой из 30 инженеров приступил к реализации своей идеи.

## Конструкция
«Летающая мишень», названная так для введения немецкой разведки в заблуждение относительно её назначения, представляла собой небольшой цельнодеревянный моноплан, с высокорасположенным крылом. Размах крыла достигал 4,2 метров. В носовой части машины располагался поршневой двухцилиндровый 35-сильный авиадвигатель «Granville Bradshaw», приводивший в действие единственный пропеллер. Изначально, Лоу планировал использовать для своего аппарата 50-сильный двигатель «Gnome», но быстро выяснилось, что магнето работающего «Gnome» создает сильные помехи для бортовой аппаратуры радиоуправления. Дизайн аппарата был разработан инженерами Royal Aircraft Factory в Фарнборо.
Управление в полёте осуществлялось с помощью вертикального и горизонтального рулей. Поперечная устойчивость (по крену) обеспечивалась изгибанием крыла. Автоматическая стабилизация с помощью гироскопов отсутствовала.
Для управления аппаратом, Лоу использовал принцип фазово-импульсной модуляции, при котором конкретная команда кодировалась временем приема сигнала. Вращающиеся дисковые селекторы на станции управления и на борту аппарата синхронно замыкали контакты, соединяющие реле управления с антенной искрового передатчика (на станции управления) и антенну приемника с исполнительными реле (на борту аппарата). Для передачи каждой команды был предусмотрен строго определенный временной промежуток в каждом цикле вращения селектора. Нажатие какой-либо клавиши на пульте управления приводило к тому, что искровой передатчик пересылал сигнал точно в тот момент, когда селектор на борту аппарата соединял антенну приемника с реле соответствующей команды. 
Интересно отметить, что система не включала ни одной электронной лампы, т.к. Лоу считал таковые слишком ненадежными.
Согласно проекту Лоу, «AT» должен был запускаться с помощью пневматической катапульты по обнаруженному цеппелину. Оператор, удерживая аппарат в поле зрения, должен был кругами поднять его на нужную высоту и подвести возможно ближе к цеппелину. После этого по команде с земли срабатывал детонатор подрывавший, находившиеся в корпусе аппарата, около 40 килограммов взрывчатки. Разлетающаяся шрапнель должна была пробить оболочку цеппелина и воспламенить вытекающий из оболочки водород. В случае промаха, аппарат должен был быть направлен к земле и приземлён на ровную площадку (в качестве шасси использовались лыжи), для повторного использования. Рассматривалась также возможность применения аппарата против наземных целей, при этом наведение должно было выполняться с борта самолета управления.

## Испытания
К весне 1917 года Royal Aircraft Factory было изготовлено шесть аппаратов, с порядковыми номерами от A.8957 до A.8962. Они были доставлены для испытаний на базу королевского авиационного корпуса в Норфолке. 21 марта 1917 года состоялась первая демонстрация: «AT» была запущена с грузовика с помощью пневматической катапульты и хотя её полёт продолжался недолго, из-за практически сразу же сломавшегося пропеллера, всё же Лоу удалось продемонстрировать присутствовавшим военным наблюдателям радиоуправляемый полет летательного аппарата. Вдохновлённые увиденным, военные без колебаний согласились поддержать проект.
Летом 1917 года началась вторая серия испытаний. 6 июня 1917 года первый из шести прототипов был запущен в полёт. Из-за проблем с хвостовым оперением, аппарат вместо планируемого плавного подъёма перешёл в почти вертикальную «горку», после чего рухнул вниз, повредив пропеллер. Провести испытание радиоаппаратуры не удалось.
25 июля 1917 года было проведено второе испытание, со столь же неудачным результатом. Аппарат не сумел даже оторваться от земли, проскочив по рельсам катапульты и свалившись на землю. Проверка выяснила, что хвостовая часть аппарата оказалась на этот раз перетяжелена и установлена под неправильным углом. 28 июля состоялся третий запуск и хотя, на этот раз, хвостовое оперение работало идеально, мотор вышел из строя сразу после запуска.
Три неудачи подряд подорвали доверие к проекту. Хотя работы продолжались с низкой интенсивностью (в частности, Лоу по крайней мере рассматривал возможность установить на одну из моделей электрический гироскоп для стабилизации в полёте), практические пуски более не проводились, так как британские военные сочли, что аппараты обходятся слишком дорого. К этому моменту, основная угроза в воздухе переместилась с дирижаблей в сторону тяжёлых бомбардировщиков и хотя потенциально «AT» мог поражать и бомбардировщики того времени, тем не менее, объём необходимых доработок был сочтён чрезмерным. Осенью 1917 проект был официально закрыт.